# Paul Perez
Pour les articles homonymes, voir Perez.
Ne doit pas être confondu avec Paul Perez (footballeur français).

a Compétitions nationales et continentales officielles uniquement.

b Matchs officiels uniquement.
Dernière mise à jour le 5 juillet 2020.
Paul Lusi Perez, né le 26 juillet 1986 à Moto'otua (Samoa), est un joueur international samoan de rugby à XV et de rugby à sept évoluant à XV au poste de centre ou d'ailier.
Paul Perez commence par le rugby à sept avec son équipe nationale en 2005, puis part jouer à XV en Nouvelle-Zélande. Il continue le rugby en Afrique du Sud où il dispute la First Division de Currie Cup. Les blessures et ses sélections internationales à sept et à XV lui font changer très régulièrement d'équipes et de compétitions. Il tente trois fois de rejoindre le Top 14 (en 2010 avec le RC Toulon, en 2012 avec Castres et en 2013 avec Biarritz) mais échoue en raison de problèmes de visa. Il y parvient finalement et joue de 2015 à 2018 avec le Stade toulousain.

## Carrière

### Rugby à sept (2005-2006)
En 2005 et 2006, il a fait partie de l'équipe des Samoa de rugby à sept. Il a notamment pris part à la Coupe du monde de rugby à sept 2005 de Hong Kong.

### Taranaki (2006-2009)
En 2006, il rejoint l'équipe néo-zélandaise de rugby à XV de Taranaki avec laquelle il dispute la Air New Zealand Cup jusqu'en 2009. En 2008, il termine troisième meilleur marqueur d'essais de la compétition avec 7 essais.
Mais en mai 2010, il est ramené de force aux Samoa après avoir été reconnu coupable de violence conjugale sur sa femme enceinte.

### Eastern Province Kings (2010-2011)
Il s'engage ensuite avec le RC Toulon pour la saison 2010-2011 mais des problèmes de visa l'empêche de rejoindre la France.
Il rejoint alors l'équipe sud-africaine de la Eastern Province Kings pour disputer la First Division 2010 de Currie Cup. Il inscrit six essais en neuf matches et aide ainsi son équipe à remporter le championnat mais échoue à rejoindre la Premier Division. Une blessure au genou l'empêche de disputer la saison 2011.

### Retour à sept et international à XV (2011-2012)
En janvier 2012, il signe un contrat avec le Castres olympique pour une durée de six mois en tant que joker médical, mais de nouveaux problèmes de visa l'empêchent de rejoindre son nouveau club.
Il est alors rappelé par l'équipe des Samoa de rugby à sept pour disputer les World Series 2011-2012. Ses performances lui permettent d'être appelé par l'équipe des Samoa de rugby à XV pour la Pacific Nations Cup 2012, remportée par les Samoans ; il fait ses débuts le 7 juin en tant que remplaçant pour le match contre les Tonga.

### Retour chez les Kings (2012)
Il retourne en Afrique du Sud la saison suivante, à nouveau au sein de la Eastern Province Kings. Il dispute la First Division 2012 de Currie Cup, une nouvelle fois remportée par son équipe, mais qui échoue de nouveau à passer en Premier Division. À la fin de la saison, il est nommé par la Fédération sud-africaine de rugby à XV pour le titre de meilleur joueur le la saison de First Division.

### Errements et blessures (2013-2014)
En 2012-2013, il joue de nouveau avec l'équipe des Samoa de rugby à sept pour les World Series. Au Hong Kong Sevens 2013, il se blesse de nouveau au genou mais il dispute tout de même la coupe du monde 2013 en juin. Il s'engage de nouveau avec un club français, cette fois le Biarritz olympique, pour une durée de trois saisons, mais une troisième fois, des problèmes de visa l'empêchent de disputer le Top 14 et d'arriver en France.
Il retourne alors chez les Kings. En mars 2014, les médias sud-africains annoncent que Paul Perez est prêt pour la saison 2014 de Premier Division de Currie Cup. Il arrive en avril à Port Elizabeth mais il est blessé et doit poursuivre sa rééducation. Il ne joue finalement aucun match de Currie Cup. Il revient de blessure et fait partie de équipe qui prépare la saison 2015 de Currie Cup, mais en raison de ses absences non justifiées, les Kings mettent un terme à son contrat avant le début de la saison.

### Sharks (2015)
Il est alors recruté par la province des Sharks et fait partie de l'équipe retenue pour disputer le Super15 2015. Il ne joue pas un seul match de Super 15, mais dispute la Vodacom Cup 2015 avec les Sharks XV. Il marque son premier essai face à la Western Province et connaît sa première titularisation contre son ancienne équipe des Eastern Province Kings.

### Stade toulousain (2015-2018)
À la suite de l'élimination des Samoa dès la phase de poule de la coupe du monde 2015, Paul Perez signe au Stade toulousain au cours de la saison 2015-2016 du Top 14 comme joker médical de Yoann Huget, blessé lors de la coupe du monde.
Il joue son premier match avec le Stade toulousain le 24 octobre 2015 contre l'Union Bordeaux Bègles en tant que remplaçant et entre deux minutes avant la fin du match à la place du fidjien Timoci Matanavou (défaite 12-10). Il est titulaire la semaine suivante pour la première fois face à Montpellier, match au cours duquel il réalise une très bonne performance en inscrivant son premier essai sous ses nouvelles couleurs et en aplatissant en bout de ligne à la suite d'un décalage de Clément Poitrenaud (victoire 33-25). Paul Perez connait de nouveau une blessure au genou à l'issue de cette rencontre et il fait son retour deux mois et demi plus tard pour un match de coupe d'Europe contre l'US Oyonnax. Le 5 avril, Paul Perez est prolongé par le Stade toulousain pour une durée de deux ans, en raison de ses bonnes performances : il a alors inscrit cinq essais en six titularisations de Top 14.

## Palmarès

### Rugby à sept

#### World Series
- France rugby sevens :
  - Deuxième : 2006
- London rugby sevens :
  - Deuxième : 2006
- South Africa rugby sevens :
  - Troisième : 2012
- USA rugby sevens :
  - Vainqueur : 2012
- Japan rugby sevens :
  - Deuxième : 2012
- Dubaï rugby sevens :
  - Vainqueur : 2012
  - Demi finaliste : 2005

Paul Perez termine les World Series deux fois à la 4e place (en 2012 et 2013) et une fois à la 5e place (en 2006).

#### Coupe du monde
Paul Perez dispute deux coupes du monde de rugby à sept, en 2005 et en 2013. La première fois, les Samoa remportent la Plate (9e place) et la seconde fois, ils échouent en finale de Cup, soit à la 10e place.

### Rugby à XV

#### En club
- First Division de Currie Cup : vainqueur en 2010 et 2012

#### En équipe nationale
- Pacific Nations Cup
  - Vainqueur : 2012
  - Deuxième : 2015
- Coupe du monde :
  - Premier tour : 2015

### Distinctions personnelles
- Nommé pour le titre de meilleur joueur de First Division de Currie Cup 2012
- Meilleur marqueur d'essais de l'Air New Zealand 2008